# Robert Orth
Robert Orth (* 18. Februar 1968 in Düsseldorf) ist ein ehemaliger deutscher Politiker (FDP). Er arbeitet als Rechtsanwalt.

## Ausbildung und Beruf
Orth absolvierte sein Abitur 1987. Nach seinem Wehrdienst bei der Luftwaffe begann er eine Ausbildung zum Bankkaufmann, die er 1990 erfolgreich abschloss. Orth nahm danach ein Jurastudium an der Universität zu Köln auf, welches er mit dem Ersten Staatsexamen 1993 und dem Zweiten Staatsexamen 1996 erfolgreich beendete. Nach dem Ende seines Studiums gründete Robert Orth die wirtschaftsrechtliche Anwaltssozietät Orth Kluth(orka) in Düsseldorf. Am 11. März 2025 verkündete Robert Orth, dass er aus der Kanzlei ausgeschieden sei. Unter dem Namen ORTHPARTNERS gründete er eine neue Kanzlei mit Sitz in Düsseldorf sowie weiteren Standorten in Essen, Berlin und Stuttgart.

## Politik
Orth ist Mitglied der FDP seit 1986. 1993 wurde er Mitglied des FDP-Landesvorstandes NRW und kandidierte erst 2016 nicht mehr. In den Jahren 1993 und 1994 war Orth Landesvorsitzender der Jungen Liberalen NRW. Von 1998 bis 2016 war Orth stellvertretender Vorsitzender des Kreisverbandes Düsseldorf. Von 1999 bis 2000 war er Mitglied des Düsseldorfer Stadtrats. Von 2004 an war Orth 10 Jahre lang Vorsitzender des FDP-Bezirksverbandes Düsseldorf. Zum Parteitag 2014 kandidierte er nicht erneut, woraufhin die Delegierten den ehemaligen Bundestagsabgeordneten Bijan Djir-Sarai zu seinem Nachfolger wählten.
Robert Orth war vom 2. Juni 2000 bis zum 5. Februar 2015 Abgeordneter des Landtags Nordrhein-Westfalen. In dieser Zeit war er durchgängig Vorsitzender des Rechtsausschusses sowie von 2002 bis 2005 stellvertretender Vorsitzender der FDP-Fraktion im Landtag NRW. Mitte Januar 2015 gab Orth bekannt, dass er sein Landtagsmandat vorzeitig niederlegen wolle. Als Grund gab er an, nicht für eine weitere Legislaturperiode kandidieren zu wollen und seinem Nachrücker die Möglichkeit geben zu wollen, seine Funktionen im Landtag frühzeitig übernehmen zu können. Orth konzentriert sich seitdem auf seine Tätigkeit als Rechtsanwalt.
Nachrücker für Orth wurde Björn Kerbein.

## Privates
Orth ist verheiratet und Vater einer Tochter und eines Sohnes.